# Algerisch-osttimoresische Beziehungen
Die algerisch-osttimoresischen Beziehungen beschreiben das zwischenstaatliche Verhältnis von Algerien und Osttimor.

## Übersicht
Die Aufnahme diplomatischer Beziehungen zwischen den beiden Staaten erfolgte noch am Tag der Unabhängigkeitserklärung Osttimors am 20. Mai 2002. Algerien hatte Osttimor bei seinem Kampf um Unabhängigkeit von Indonesien aktiv unterstützt. Zum einen durch die aktive Unterstützung in der Generalversammlung und im Sicherheitsrat der Vereinten Nationen und zum anderen durch die finanzielle und materielle Unterstützung der FRETILIN und die Bereitstellung algerischer Diplomatenpässe für ihre Führer, die ihnen Reisen in die ganze Welt ermöglichen.
Der Präsident der Nationalen Volksversammlung, Abdelaziz Ziari, vertrat 2012 Algerien bei der Amtseinführungszeremonie von Taur Matan Ruak als neuen Präsidenten Osttimors.
Die beiden Staaten haben keine Botschaft im anderen Land. Für Osttimor ist der Botschafter Algeriens im australischen Canberra zuständig. 2021 übergab Merzak Belhimeur seine Akkreditierung als algerischer Botschafter in Osttimor.

## Wirtschaft
Für 2018 gibt das Statistische Amt Osttimors keine Wirtschaftsbeziehungen mit Algerien an.